# Hartwig Altenmüller
Hartwig Altenmüller (Bad Saulgau, 23 settembre 1938) è un egittologo tedesco.

## Biografia
Altenmüller nacque nella famiglia di un insegnante di Ginnasio della Svevia superiore, secondo di otto figli.
Negli anni cinquanta del XX secolo, la famiglia si trasferì a Rottweil, dove Altenmüller frequentò l'Albertus-Magnus-Gymnasium. 
Nel 1953 entrò nel Seminario evangelico di Maulbronn e nel 1955 si trasferì al Seminario evangelico di Blaubeuren, dove furono suoi insegnanti Hellmut Brunner e sua moglie Emma Brunner-Traut.
Si diplomò nel 1957 e proseguì gli studi di Filologia classica dapprima presso l'Università di Tübingen e poi presso la Ludwig-Maximilians-Universität München.
Dal 1960 aggiunse lo studio dell'Egittologia e della Antichità classiche a Tübingen, Monaco di Baviera e Parigi.
Nel 1964 si laureò a Monaco con la tesi Die Apotropaia und die Götter Mittelägyptens. Eine typologische und religionsgeschichtliche Untersuchung der sog. „Zaubermesser“ des Mittleren Reiches.
In seguito si trasferì all'Università di Amburgo, dove, fino al 1969, lavorò come assistente di ricerca per la storia e la cultura del Vicino Oriente antico presso il seminario di Amburgo.
Nel 1970, a Amburgo, ottenne l'abilitazione in Egittologia con un lavoro riguardante Die Texte zum Begräbnisritual in den Pyramiden des Alten Reiches e, nel 1971, gli fu assegnata la cattedra di Egittologia presso l'Istituto di Archeologia dell'Università di Amburgo.
Lavorò come archeologo per il Deutsche Archäologische Institut del Cairo a Saqqara dal 1969 al 1982 e, successivamente, dal 1984 al 1998, nella Valle dei Re, dove partecipò alle ricerche sulle tombe KV13, KV14 e KV47.
Nel 1979 fu nominato successore di Wolfgang Helck alla guida del dipartimento di Egittologia dell'Istituto Archeologico dell'Università di Amburgo, posizione che ricoprì fino al 2003, quando andò in pensione. Nel 1988 fu visiting professor presso l'Università di Sohag, in Egitto.

## Opere principali
- Zwei Annalenfragmente aus dem frühen Mittleren Reich, Amburgo, 2015, ISBN 978-3-87548-712-1.
- Jenseitsvorstellungen in Ägypten[collegamento interrotto], in: Michaela Bauks, Klaus Koenen (a cura di), Das wissenschaftliche Bibellexikon im Internet (WiBiLex), 2006.
- Einführung in die Hieroglyphenschrift, Buske, Amburgo, 2005, ISBN 3-87548-373-1.
- Die Mumienhülle des Chonsu-maacheru. / Lederbänder und Lederanhänger von der Mumie des Chonsu-maacheru. / Die Mumienbinden des Chonsu-maacheru, in: Wulf Köpke, Bernd Schmelz (a cura di), Alt-Ägypten (= Mitteilungen aus dem Museum für Völkerkunde Hamburg, NF vol. 30), Holos, Bonn, 2001, ISBN 3-86097-540-4, pp. 21–126.
- Zwei Ostraka und ein Baubefund: Zum Tod des Schatzkanzlers Bay im 3 Regierungsjahr des Siptah, in: Göttinger Miszellen, Beiträge zur Ägyptologische Diskussion, 171: 13-18 (1999).
- Die Wanddarstellungen im Grab des Mehu in Saqqara (= Archäologische Veröffentlichungen, vol. 42), von Zabern, Magonza, 1998, ISBN 3-8053-0504-4, pp. 1-18.
- Dritter Vorbericht uber die Arbeiten des Archäologischen Instituts der Universität Hamburg am Grab des Bay (KV 13) im Tal der Könige von Theben, Studien zur altägyptischen Kultur, 21: 1-18 (1994).
- Das Grab der Königin Tausret (KV14). Bericht über eine archäologische Unternehmung, in: Göttinger Miszellen, n. 84, 1985, ISSN 0344-385X (WC · ACNP), pp. 7–17.
- Bemerkungen zu den Königsgräbern des Neuen Reiches, Studien zur altägyptischen Kultur, 10: 25-61 (1983).
- con Ahmed Mahmoud Moussa: Das Grab des Nianchchnum und Chnumhotep, in: Deutsches Archäologisches Institut, Abteilung Kairo. Archäologische Veröffentlichungen, vol. 21, von Zabern, Magonza, 1977, ISBN 3-8053-0050-6.
- con Ahmed Mahmoud Moussa: The tomb of Nefer and Ka-Hay, in: Old kingdom tombs at the causeway of King Unas at Saqqara, Deutsches Archäologisches Institut, Abteilung Kairo. Archäologische Veröffentlichungen, vol. 5, ISSN 2190-5843 (WC · ACNP)), von Zabern, Magonza, 1971.